# Broadband over power line
Broadband over power line, BPL – technologia szerokopasmowego dostępu do internetu wykorzystująca  transmisję liniami zasilającymi. Grupa robocza P1901 Working Group (działająca w ramach IEEE) opublikowała w lipcu 2009 r. pierwszą wersję standardu P1901 (wersja draft), definiującą warstwę fizyczną oraz warstwę MAC (Medium Access Control) takiego połączenia.
Standard P1901 pozwala transmitować dane przez linie elektryczne (połączenia PLC; Power Line Communication) z szybkością do 100 Mb/s.